# Фиахна мак Аэдо Ройн

Ирландия в VIII — первой трети IX века

Фиахна мак Аэдо Ройн (др.‑ирл. Fiachnae mac Áedo Róin; умер в 789) — король Дал Фиатах и король Ульстера (750—789).

## Биография
Фиахна был сыном Аэда Ройна. Его отец правил землями ульстерского суб-королевства Дал Фиатах, а с 708 года и до своей смерти носил титул короля всего Ульстера. Он погиб в 735 году в сражении с верховным королём Ирландии Аэдом Алланом. Согласно средневековым спискам королей Ульстера, после смерти Аэдо Ройна королевством сначала управлял дальний родственник Фиахны, Катуссах мак Айлело, а после его убийства в 749 году — брат Фиахны Брессал мак Аэдо Ройн. Современные историки не исключают возможности, что в это время Ульстер был погружён в постоянные междоусобные войны и что это мог быть период междуцарствия. Брессал был также убит уже в 750 году. Предполагается, что его убийцей был его брат Фиахна мак Аэдо Ройн, который сам после этого овладел как престолом Дал Фиатах, так и титулом король Ульстера.
Новому монарху в короткий срок удалось положить конец ульстерским междоусобиям и вновь утвердить Дал Фиатах в качестве сильнейшего рода королевства. Обстоятельства этого процесса точно неизвестны, но исторические источники сообщают, что уже в 759 году Фиахна был достаточно силён, чтобы вмешаться в дела аббатства Арма, расположенного на территории соседнего королевства Айргиалла. В споре между аббатом Фер-да-Крихом и священником Айрехтахом король Ульстера поддержал настоятеля обители и в сражении при Эмайн Махе разбил войско короля Наута (Северной Бреги) Дунгала мак Амалгадо, ставленником которого был Айрехтах. В битве погибли сам король Дунгал и его союзник Донн Бо мак Кон Бреттан, правитель септа Фир Ройс.
В 761 году Фиахна мак Аэдо Ройн одержал при Ат Думе победу над восставшим септом Уи Эхах Кобо и убил его правителя Айлиля мак Фейдлимида. Этот септ был частью рода Дал Арайде, соперничавшего с Дал Фиатах в борьбе за контроль над Ульстером.
В записях о событиях 776 года в ирландских анналах сообщается о битве при Слемише и гибели в ней от рук мятежников одного из приближённых Фианхи. Позднее в этом же году король Ульстера оказал помощь претенденту на престол Дал Арайде Томмалтаху мак Индрехтайгу: посланное им войско во главе со своим сыном Эохайдом разбило при Дронге войско короля Кинаэда Киаррга мак Катуссайга. В этом сражении погиб правитель Дал Арайде и его союзник Дунгал из айргиаллский септа Уи Туиртри, после чего Томмалтах был возведён на ставший вакантным даларайдский престол.
Эти победы позволили Фиахне начать расширение своих владений на север. В результате к землям Дал Фиатах были присоединены территории вплоть до озера Лох-Ней, а два наиболее опасных врага Дал Фиатах, Дал Арайде и Уи Эхах Кобо, оказались отделёнными друг от друга. На новые земли, в Дунейт, была перенесена и королевская резиденция правителей Дал Фиатах, а старая, Даунпатрик, была превращена в аббатство, впоследствии ставшее одной из наиболее влиятельных монастырских общин острова. Стремясь укрепить связи с ирландским духовенством, Фиахна мак Аэдо Ройн начал оказывать покровительство аббатству в Бангоре, ранее отстаивавшему интересы правителей Дал Арайде, и уже вскоре эта обитель оказалась под его полным контролем.
Усиление власти Фиахны мак Аэдо Ройна вызвало серьёзные опасения у верховного короля Ирландии Доннхада Миди. Намереваясь заключить союз с королём Ульстера, в 784 году Доннхад попытался организовать с ним встречу в Инис-на-Риг (в районе современного Скерриса). Однако она закончилась безрезультатно: посчитав недостойным своей чести, верховный король отказался взойти на судно Фиахны, а король Ульстера не захотел прибыть к месту стоянки Доннхада, так как это свидетельствовало бы о его признании над собой сюзеренитета короля Тары. Союз между двумя монархами так и не был заключён.
Фиахна мак Аэдо Ройн скончался в 789 году. Престол Дал Фиатах унаследовал его сын Эохайд мак Фиахнай, однако титулом король Ульстера удалось завладеть правителю Дал Арайде Томмалтаху мак Индрехтайгу.
Кроме Эохайда, у Фианхи были ещё два сына: Кайрелл мак Фиахнай, впоследствии бывший королём всего Ульстера, и аббат Даунпатрика Лоингсех мак Фиахнай (умер в 800), который, несмотря на духовный сан, стал основателем знатного ульстерского рода.